# Hieracium niederleinii
Hieracium niederleinii es una especie de planta con flor del género Hieracium, de la familia Asteraceae, orden Asterales.

## Distribución
Hieracium niederleinii se distribuye por Argentina.

## Taxonomía
Fue descrita científicamente por (Zahn) Sleum.